# کایا کارکینن
کایا کارکینن (به انگلیسی: Kaija Kärkinen) (زاده ۹ سپتامبر ۱۹۶۲) خواننده فنلاندی است.
او نماینده فنلاند در مسابقه آواز یوروویژن ۱۹۹۱ بود.